# Notholaena jacalensis
Notholaena jacalensis là một loài thực vật có mạch trong họ Adiantaceae. Loài này được Pray miêu tả khoa học đầu tiên năm 1967.